# Khanato di Urmia
Il khanato di Urmia (in azero Urmiya xanlığı) è stato un khanato del Caucaso o esistente dal 1747 al 1865, e fondata da Fath-Ali Khan Afshar. Si trovava nell'Azerbaigian storico.

## Storia

### Regno di Fath-Ali
Fath-Ali Khan Afshar è stato il primo khan del khanato di Urmia, al potere dal 1747 al 1748 e nuovamente dal 1757 al 1762.
Poco dopo essere salito al potere, conquistò Tabriz e trasferì la capitale da Urmia a Tabriz. In seguito conquistò molti altri khanati, tra i quali il Khanato di Khoy, il Khanato del Karadagh, il khanato di Maragheh e il khanato di Sarab. Nel 1759, marciò sul Khanato del Karabakh, assediandolo per 6 mesi e alla fine Panah Ali Khan, khan del Karabakh Khanate, accettò di sottoporsi alla dipendenza di Fath-Ali. Il figlio di Panah Ali Khan, Ibrahim Khalil Khan, venne preso in ostaggio dopo l'assedio.
Nel 1761 le forze unite di Karim Khan Zand e Panah Ali Khan marciarono sul khanato, costringendo Fath-Ali a ritirarsi nella città di Urmia. Nel maggio 1762, Karim Khan Zand attaccò nuovamente catturando la città di Maragha e successivamente con un assedio la città di Urmia per 9 mesi, il che portò alla sua conquista. Fath-Ali fu impiccato a Shiraz nel 1763.

## Elenco dei khan
- Fath-Ali Khan Afshar - 1747-1748
- Mehdi Khan Afshar - 1748-1749
- Azad Khan afghano - 1749-1757
- Fath-Ali Khan Afshar - 1757-1762 (seconda volta)
- Rustam Khan Afshar - 1762-1763
- Baghir Bek Afshar - 1763
- Rzagulu Khan Afshar - 1763-1772
- Imamgulu Khan Afshar - 1772-1783
- Mahammadqulu Khan Afshar - 1784-1795
- Qasim Khan Afshar - 1795-1796
- Mustafaqulu Khan Afshar - 1796-1797
- Mammadqulu Khan Afshar - 1797 (seconda volta)
- Husenyqulu Khan Afshar - 1797-1821
- Najafqulu Khan Afshar - 1821-1865[1]